# Maxillariella mexicana
Maxillariella mexicana är en orkidéart som först beskrevs av John T. Atwood, och fick sitt nu gällande namn av Mario Alberto Blanco och Germán Carnevali. Maxillariella mexicana ingår i släktet Maxillariella och familjen orkidéer. Inga underarter finns listade i Catalogue of Life.